# オルレアン大学
オルレアン大学（オルレアンだいがく、仏: Université d'Orléans、英: University of Orléans）は、フランス・サントル＝ヴァル・ド・ロワール地域圏のオルレアンに本部を置く公立大学。キャンパスはオルレアンをはじめ、ブールジュ、シャルトル、シャトールー、イスーダンなどにある。
1306年に教皇クレメンス5世によって設立された。1789年のフランス革命により一時期閉鎖していたものの、1961年に新生・オルレアン大学として再び開校した。過去には、宗教改革の中心人物となったジャン・カルヴァンや、数学者のフェルマー、童話作家のシャルル・ペローなどが在籍していた。学生数は2019年の時点で約19,000人、教員数は約1,200人。

## 歴史

### 創立からフランス革命期まで（1306-1793）
オルレアン大学は教皇クレメンス5世によって設立された。クレメンス5世の発した教皇勅書によって、オルレアンの教授や学生は大学設立の権利とそれに関する特権を得たが、オルレアンの市民は教皇から与えられた特権を受け入れようとせず、大学設立に反対した。1309年には、設立に反対する特に大きな暴動が発生した。そこで大学の代表者たちは1312年に当時の国王フィリップ4世を頼り、自分たちが持つ特権を確認し、設立の承認を得た。王立当局によって、オルレアン大学で教える科目は民法と教会法であると規定された。その後、オルレアン大学は正式に設立されることになり、パリ大学、トゥールーズ大学、モンペリエ大学、アヴィニョン大学に次ぐフランス5番目の大学となった。
中世には、民法やローマ法の研究で知られるようになり、ローマ法大全が後期註釈学派によって教えられていた。当時、ホノリウス3世の勅令によってパリではローマ法を教えることが禁じられており、オルレアンは比較的パリに近いことから、ローマ法を学ぶ学生がパリから訪れていた。一方で、オルレアン大学は法律を専門としていたため、リベラルアーツに関する学部を持たなかった。
当初はキャンパスの場所は定まっておらず、授業はオルレアン中心部にあるサン・ピエール・ル・ピュリエ教会周辺の様々な場所で行われた。ノートル・ダム・ド・ボンヌ・ヌーヴェルの礼拝堂も、集会や礼拝、管理のための施設として使われていた。その後、1411年から1445年の間に、会議場と図書館として機能する建物が建設された。この建物の跡は現在「テーズの間」（salle des thèses）として知られている。また、1498年から1507年の間には、教室棟の「グランドゼコール・ド・フランス」が建設された。なお、これらの建物は1824年に取り壊された。
出身地によって、学生は「フランス」「ピカルディ」「シャンパーニュ」「ゲルマン」などにグループ分けされた。
アンシャン・レジームの時代には、大学は王室の管理下にあった。16世紀にはヒューマニズム運動の中心となり、法学分野での名声をさらに高めた。しかし、18世紀になると衰退し、フランス革命のさなかの1793年に廃止された。

### 帝国大学の学部として（1808-1815）
帝国大学の組織においては、オルレアン大学は高等教育機関のトップと位置付けられた。そのため、文学部と理学部を設置することが定められたが、実際には前者のみが設置された。授業はリセ・ポティエで行われ、学生にはバカロレアを与えていた。一方で、法学講座の再設立を要求する請願は失敗に終わった。さらに、1815年には文学部が閉鎖された。1848年、オルレアンはアカデミーの所在地ではなくなった。

### 現在の大学（1961-）

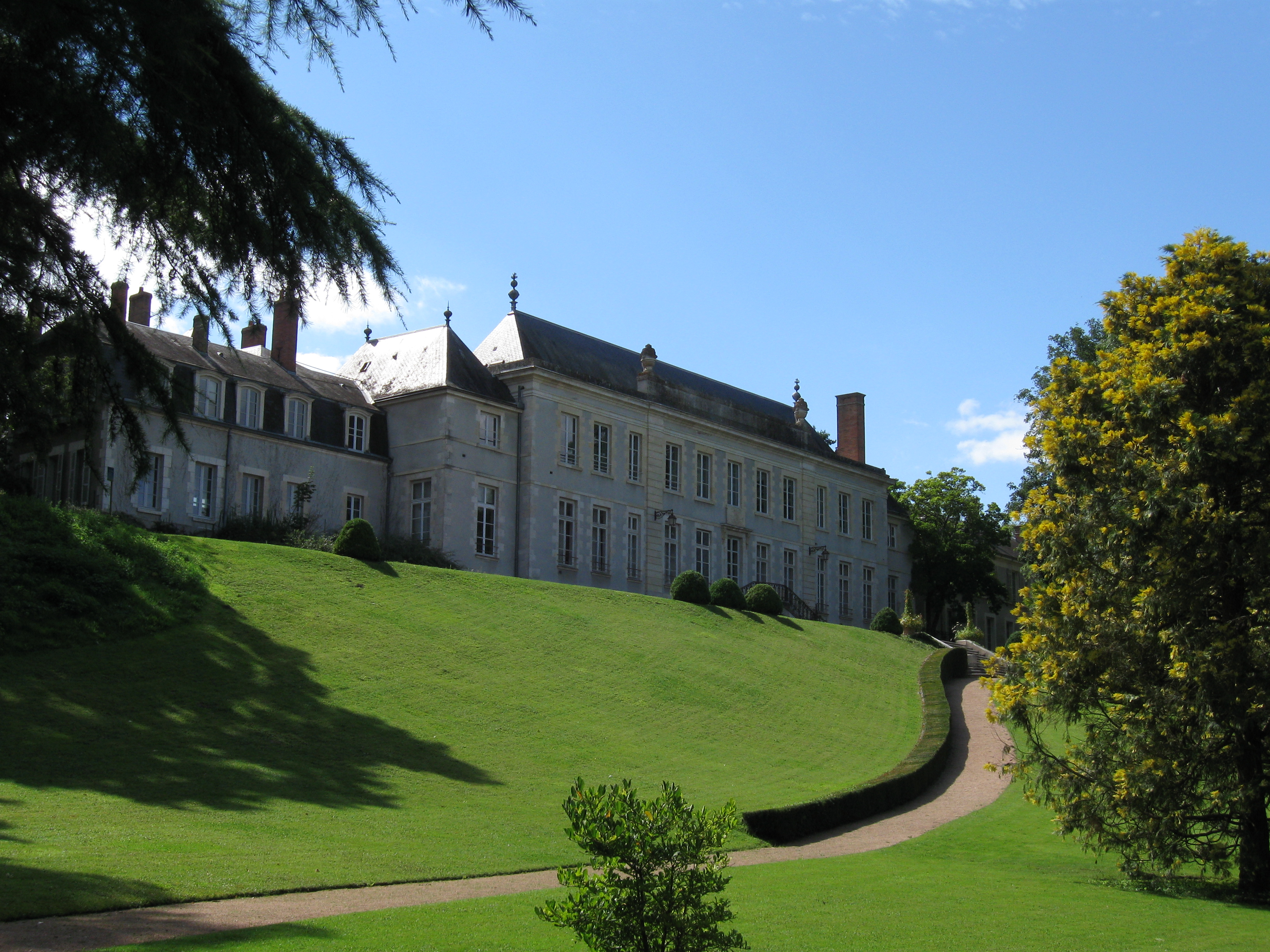
現在のキャンパスの建物

1959年、ロワール川の南約10キロにあるオルレアン・ラ・スルスの約400ヘクタールの土地に、大学のキャンパスを設置することが決定された。ピエール・スドロー建設大臣は、このキャンパスを「フランスのオックスフォード」「ヨーロッパ最高のキャンパス」と称し、アントランシジャン紙は「ロワールに立つオックスフォード」（Oxford-sur-Loire）と呼んだ。
1961年に理学部が設置され、新生・オルレアン大学の歴史が始まった。1966年には「オルレアン＝トゥール大学」という名称で、オルレアンとトゥールで開講されていた全ての大学課程を統合した教育機関になったが、1968年の五月危機で再分割の動きが強まり、1971年に正式に分離された。
新生・オルレアン大学は設立以降、先述の理学部をはじめとして、オルレアン技術短期大学部（1967年）、法学部（1968年）、ブールジュ技術短期大学部（1968年）、文学部（1969年）、シャトールー技術短期大学部（1992年）、シャルトル技術短期大学部（1996年）University of the Third Age（1977年）、エネルギー・物質高等学院（ESEM、1982年）電子光学技法高等学院（ESPRO、1992年）を設置した。ESEMとESPROは2002年に統合され、理工科学院が新たに設置された。現在は、文理4学部と理工科学院を擁する総合大学となっている。

## 組織

### 学部
以下の教育研究ユニット（UFR、学部に相当）が設置されている。
- 法律学・経済学・経営学（DEG）
- 文学・言語学・人間科学（LLSH）
- 科学技術（ST）
- 身体活動およびスポーツ活動の科学・技術（STAPS）

### BUT・IUT
オルレアン大学は、4つのIUT（技術短期大学部）を擁する。
- オルレアンIUT
- ブールジュIUT
- シャルトルIUT
- アンドル（シャトールー=イスードゥン）IUT

また、オルレアンIUTでは以下の6種類のBUT（技術大学学位）を取得することもできる。
- 化学BUT
- 経営管理BUT
- 機械、生産工学BUT
- 熱工学、エネルギーBUT
- コンピューターサイエンスBUT
- 品質、産業物流、組織BUT

### 理工科学院
ポリテクニックである理工科学院は、ヴィンチ校とガリレオ校の2校舎に分かれており、5つの専門分野を擁する。

### 学長

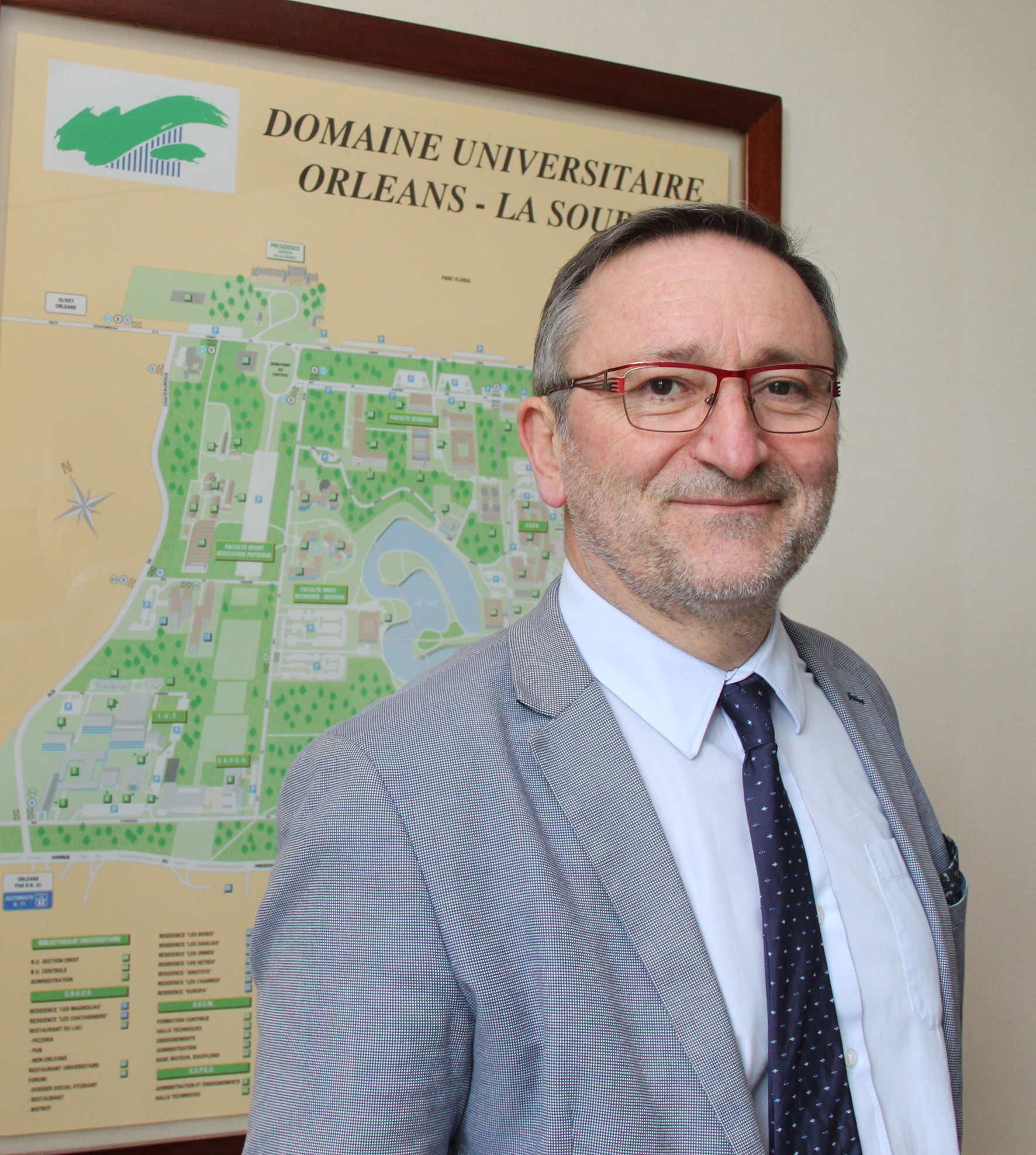
Ary Bruand、2016年から2021年までオルレアン大学学長を務めた

- 1987-1992 : William Marois
- 1992-1997 : Didier Billard
- 1997-2002 : Michel Mudry
- 2002-2004 : Gérard Besson
- 2004-2009 : Gérald Guillaumet
- 2010-2016 : Youssoufi Touré
- 2016 : Thierry Montalieu（暫定学長）
- 2016-2021 : Ary Bruand[15]
- 2021- : Éric Blond

## 教育・研究

### 教育
各教育研究ユニット（UFR）は、様々なコースを提供している。例えば、文学・言語学・人間科学UFRでは、英語、ドイツ語、スペイン語、歴史学、地理学、現代文学、言語学などを学ぶことができる。

### 研究
オルレアン大学には、25の研究所がある。その内約半分はフランス国立科学研究センターの附属機関であり、残り半分は独自の研究機関である。研究分野は4つの分野に分かれている。
- エネルギー、材料、地球科学、環境
- 生物物理学・化学、生物システム
- 経済学、経営学、数学、情報科学、言語学
- 法律学、文学、人間科学、地域科学

また、トゥール大学との共同博士課程も設置されている。
- エネルギー、材料、地球・宇宙科学
- 社会科学、地域科学、経済学、法律学
- 数学、コンピューターサイエンス、理論物理学、システムエンジニアリング
- 健康、生物科学、生命化学

### 国際関係
オルレアン大学は、世界300以上の大学と協力協定を結んでいる。留学生数は2,700人以上（学生全体の約13%）にのぼる。

## アクセス

### 自動車
高速道路A71のオリヴィエ・インターチェンジの2番出口を出て、D2271道路に乗り東に進む。オルレアン中心部や近隣のラ・フェルテ・サン・オービンなどを通るD2020道路からもアクセス可能。

### 公共交通機関
オルレアン都市圏交通システム（TAO）の路面電車A線とバスが通っている。
路面電車は、身体活動およびスポーツ活動の科学・技術UFRと法律学・経済学・経営学UFRであればUniversité駅、科学・技術UFRと理工科学院であればParc Floral駅、文学・言語学・人間科学UFRであればL'Indien駅からのアクセスが良い。
バス路線は、1番線（IUT停留所、Halle des Sports停留所、Université停留所）、13番線（Flammarion停留所、IUT停留所）、40番線（Parc Floral停留所、Université停留所、Polytech停留所、L'Indien停留所）がある。また、ウール＝エ＝ロワール県のトランスボーセ・バスの1番線と9番線も、Université停留所とRésidence Les Châtaigniers停留所でキャンパスに乗り入れている。
Aubrais - Orléans à Montauban-Ville-Bourbon線のSaint-Cyr-en-Val - La Source駅は、大学の南東3.5kmに位置している。

## 学生生活
- ラジオ・キャンパス・オルレアン - 1994年設立のキャンパスラジオ
- スポーツ・表現活動部門（DAPSE） -  身体活動およびスポーツ活動の科学・技術UFRの一部門で、全学生・職員に様々なスポーツやエクササイズ活動を提供している。
- 「ル・ブイヨン」（Le Bouillon、文化センター） - 2011年9月開館。160人収容の講堂と180人収容の劇場で構成されている。年間を通してさまざまな文化イベント（演劇、コンサート、映画、ダンス、展覧会）が実施されている[18]。

### 学生数の推移
| 年   | 2000  | 2001  | 2002  | 2003  | 2004  | 2005  | 2006  | 2007  | 2008  | 2009  | 2010  | 2011  | 2012  | 2013  | 2014  | 2015  | 2016  | 2017  | 2018  |
| ---- | ----- | ----- | ----- | ----- | ----- | ----- | ----- | ----- | ----- | ----- | ----- | ----- | ----- | ----- | ----- | ----- | ----- | ----- | ----- |
| 人口 | 16120 | 15334 | 15184 | 15458 | 15634 | 15590 | 15082 | 14628 | 15978 | 15836 | 14081 | 14433 | 14278 | 14656 | 15473 | 17184 | 18135 | 18505 | 19002 |

## 著名な関係者

### 創立者
- クレメンス5世 - ローマ教皇[32]

### 学生・出身者
- ヨハネス22世 - ローマ教皇[33]
- エティエンヌ・ド・モルネー - フランス王フィリップ4世の顧問
- ユスターシュ・デシャン （1358年 - 1366年在学、法学生） - 詩人、オルレアン公爵の顧問
- ティンクトーリス - 音楽理論家、作曲家
- ヨハネス・ロイヒリン - ヘブライ語研究の先駆者。オルレアン大学で古代ギリシア語の基礎を習得した。
- ギヨーム・ビュデ - 人文主義者、古典学者
- テオドール・ド・ベーズ - プロテスタントの神学者[34]
- ジャン・カルヴァン - 神学者、宗教改革の中心的人物
- アン・デュ・ブール（英語版） - 判事、プロテスタントの殉教者[35]
- エティエンヌ・ド・ラ・ボエシ - 裁判官、人文主義者
- アグリッパ・ドービニェ - 詩人、風刺作家、歴史家
- テオフラスト・ルノード（英語版） - 医師、慈善家
- ピエール・ド・フェルマー - 裁判官、数学者。1631年にオルレアン大学で法律学の学位を取得。
- モリエール - 俳優、劇作家[36]
- ロバート・ジョセフ・ポティエ - 判事、オルレアン市議会議員。オルレアン大学の教員も務めた[37]。
- シャルル・ペロー  - 「赤ずきん」や「眠れる森の美女」などで知られる童話作家。
- ジャン・ド・ラ・ブリュイエール - モラリスト、作家
- クロード・グロステット・ド・ラ・モテ - プロテスタントの牧師
- パトリック・ランダイス（フランス語版） - 地球科学エンジニア、フランス原子力・代替エネルギー庁の原子力高等弁務官（2019-2023）
- ジュリエンヌ・アノコ（フランス語版） - カメルーン出身の社会人類学者
- ジャン・ピエール・スール - 元ロワレ県議会議員、元地方自治大臣、元オルレアン市長、現ロワレ県選出の元老院議員
- ダニエル・デラボー - 元レンヌ市長
- イブニー・オウマー・マハマット・サレー - チャドの政治家

### 教員
- メルキオール・ウォルマー（神学）
- ピエール・ド・レストワール[38]
- ダニエル・ジュース（法律学、犯罪学）[39]。
- ジャン・ガリゲス（現代史）
- ノエル・カスターニュ（現代史）
- ガエル・リドー（現代史）
- ジャン=パトリス・ブーデ（中世史）
- トーマス・バウゾウ（古代史）
- ジャン・ベノワ・プーチ（文学）
- アンリ・ヴァン・ダム（物理化学）
- ベルトラン・オーシュコルヌ（数学）
- ギヨーム・ペルティエ（歴史学）
- ローラン・タッチアート（地理学）
- ラエリア・ヴェロン（文学）

## その他
映画『ムッシュ・アンリと私の秘密』（L'Étudiante et Monsieur Henri、2015年）のシーンは、キャンパス内の様々な建物で撮影された。
キャンパスの中央には池がある。法律学・経済学・経営学UFRと文学・言語学・人間科学UFRの建物が近い。